# Audi V8

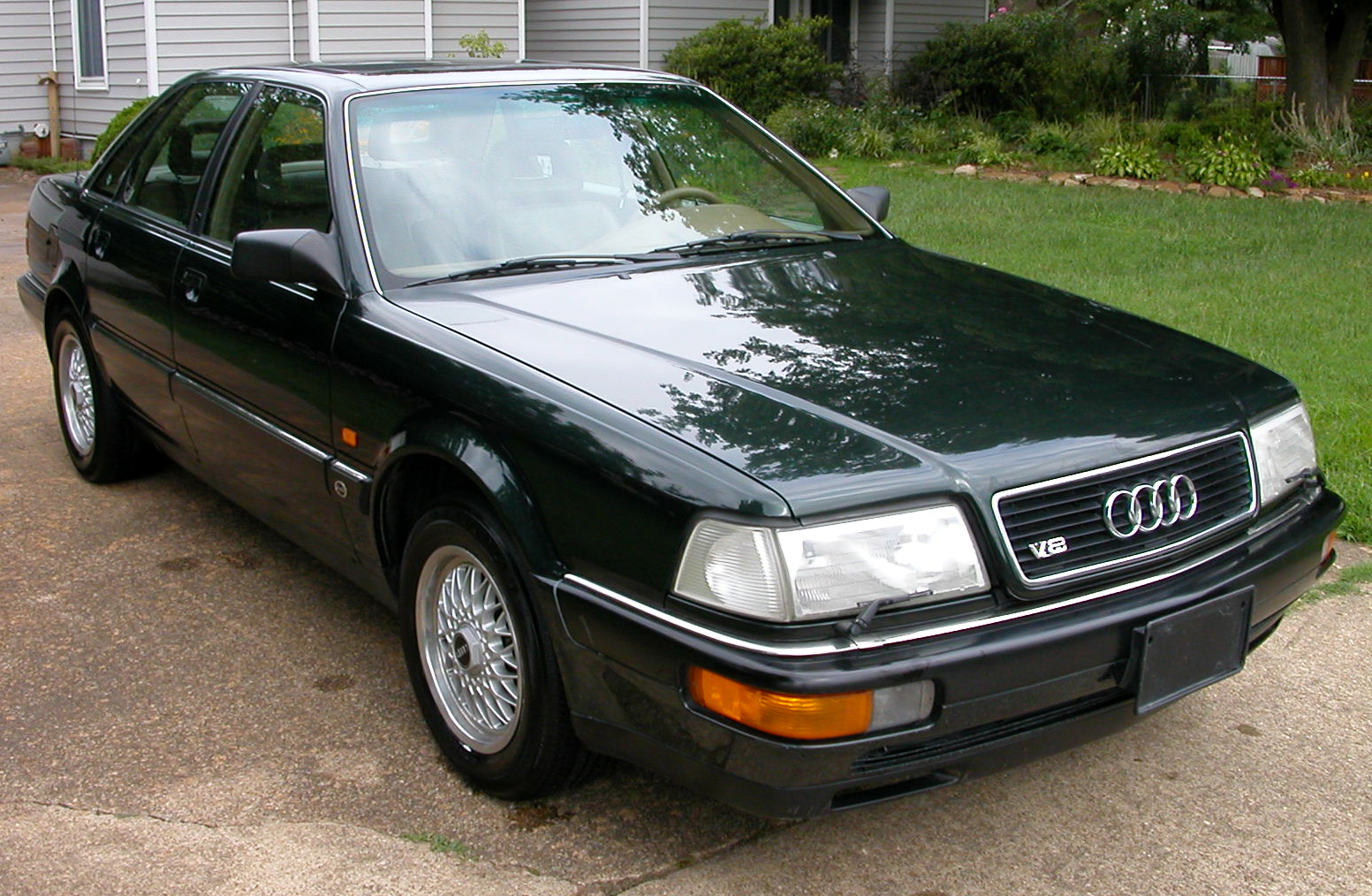
Audi V8 4.2 quattro

Az Audi V8 (Typ 4C) egy négyajtós, ötüléses luxusautó, amit az Audi gyártott 1988 októbere és 1993 novembere között Németországban, Neckarsulmban.

## Áttekintés
Az Audi V8-at a márka zászlóshajójának szánták, méreteit és felszereltségét ennek megfelelően alakították ki. Mivel a '80-as években a raliban elért sikerek nyomán jól bejáratott márkanév lett a quattro összkerékhajtási rendszer, ezért az autóhoz ennek egy átalakított változatát használták. A jármű így az első állandó összkerékhajtású luxusszedán lett.
Az Audinak azonban nem volt ekkora méretű karosszériája, ezért az Audi 100/200 platformját alakították át hozzá. Két változatban: normál (2702 mm) és hosszú (3020 mm) tengelytávolságú négyajtós, ötüléses limuzinkarosszériával gyártották az autót. Egyetlen kombiváltozat is készült. A korrózióvédelem érdekében a karosszéria lemezeit galvanizálták.
A legnagyobb Audi-motorok abban az időben az öthengeres, 2,5 literes hengerűrtartalmú turbódízel és a szintén öthengeres, 2,3 literes benzinmotorok voltak. Ezek egyike sem volt eléggé nagy egy luxusszedán mozgatásához, így új erőforrást kellett tervezni a típushoz. Az erőforrás - amiről az autó a típusjelzését is kapta - V8-as elrendezésű, 3,6 literes hengerűrtartalmú volt, 247 lóerős (184 kW) teljesítménnyel. 1991 augusztusától nagyobb, 4,2 literes hengerűrtartalmú, 276 lóerős (206 kW) erőforrással gyártották az autókat.
Mindkét motorhoz társítható volt kézi és automata váltó is. Az automata váltó négy-, míg a kisebbik motorhoz társított kéziváltó öt-, a nagyobbikhoz rendelhető hatfokozatú volt. Az eladott autók nagy részét négyfokozatú automataváltóval rendelték. Az automataváltóval párosított összkerékhajtás újdonságnak számított akkoriban.
A nagy teljesítményű és végsebességű, korábbi típusoknál nehezebb új autóhoz új fékrendszert terveztek: a gyakran UFO néven emlegetett, különleges elrendezésű belső hűtésű tárcsák ugyanakkora mérettel jobb hűtést és nagyobb fékerőt ígértek, mint a hagyományos tárcsafékek.

## V8 a motorsportban
Az Audi a V8 versenyváltozatával a DTM-ben próbált szerencsét az 1990-es szezontól kezdve. A döntés merész volt, mert akkoriban a versenysorozatban a V8-nál jóval kisebb, könnyebb, kétkerékhajtású autók (BMW E30, Mercedes-Benz W201, Alfa Romeo 155) domináltak. Ennek ellenére 1990-ben és 1991-ben sikerült megszerezniük az egyéni bajnoki címet.
1992-ben aztán módosítottak az autó motorján: a 3,6 literes V8-asra épülő erőforrás főtengelyét megváltoztatták, ami miatt az autót kizárták a bajnokságból. A gyár azzal érvelt, hogy a szériagyártású főtengely módosítása megengedett, ők pedig csak ezt tették a szabályok értelmében, még a gyártási módszeren sem változtattak. A rendezők viszont úgy találták, hogy a gyárival nem megegyező elékelésű főtengely nem homológ, így az ezzel szerelt autók nem versenyezhetnek.

## Fordítás
- Ez a szócikk részben vagy egészben  az   Audi V8 című angol Wikipédia-szócikk ezen változatának fordításán alapul.  Az eredeti cikk szerkesztőit annak laptörténete sorolja fel. Ez a jelzés csupán a megfogalmazás eredetét és a szerzői jogokat jelzi, nem szolgál a cikkben szereplő információk forrásmegjelöléseként.